# Melobesia phragmiticola
Melobesia phragmiticola Skolka, 1961  é o nome botânico  de uma espécie de algas vermelhas  pluricelulares do gênero Melobesia, subfamília Melobesioideae.
- São algas marinhas encontradas na Romênia.

## Sinonímia
- Não apresenta sinônimos.